# Hapalogaster mertensii
Hapalogaster mertensii is een tienpotigensoort uit de familie van de Hapalogastridae. De wetenschappelijke naam van de soort is voor het eerst geldig gepubliceerd in 1850 door Brandt.